# Anne Primout
Anne Angèle Primout, née Angela Anna Dupont le 5 octobre 1890 à Azazga alors en Algérie française et morte le 26 mars 2005 à son domicile de Perpignan (Pyrénées-Orientales), est une supercentenaire française. Cette mère de famille discrète, qui termine sa vie avec sa fille à Perpignan, est âgée à sa mort (annoncée par le mari de sa petite-fille, Jean-Louis Marti) de 114 ans et 172 jours et il est reconnu à titre posthume qu'elle était doyenne de France dès le décès de Germaine Haye le 18 avril 2002. Elle était également vice-doyenne européenne et sixième doyenne mondiale, ainsi que doyenne des personnes natives d'Algérie et vice-doyenne de celles natives d'Afrique après Adelina Domingues (qui vécut 11 jours de plus). Sa successeure au titre de Française la plus âgée est Camille Loiseau.